# پیشگو (مجموعه نمایش خانگی)
پیشگو نام یک مجموعه شبکه نمایش خانگی با اجرای پژمان جمشیدی و کارگردانی رضا بهاروند و امین انتظاری است که از نماوا پخش شد.
این برنامه دو قسمت گذشته و آینده دارد که بخش گذشته مربوط به خاطرات مهمان و سوالات مختلف و بخش آینده نیز در مورد آمال و آرزوهای مهمان و آیتم‌های دیگر است که نسبت به سایر برنامه‌های تاک شو جدید می‌باشند. در هر قسمت از این برنامه مهمانی که دعوت شده و با پژمان جمشیدی به گفتگو می‌پردازد.

## ساختار برنامه
این برنامه بخش‌های مختلفی تشکیل شده‌است از جمله موسیقی زنده و مهمان

### موسیقی زنده
موسیقی زنده این برنامه بر عهده گروه دارکوب است.
در قسمت هشتم بابک جهانبخش که خود او مهمان برنامه بود، دو قطعه چی شده و زندگی ادامه داره را به صورت زنده می‌خواند.
در قسمت پانزدهم علی زند وکیلی نیز به عنوان مهمان به صورت زنده خواند.

## مهمانان
| قسمت                              | مهمان          | زمان برنامه |
| --------------------------------- | -------------- | ----------- |
| قسمت اول                          | امیر آقایی     | ۰۰:۵۲:۰۷    |
| قسمت دوم                          | باران کوثری    | ۰۱:۰۴:۱۲    |
| قسمت سوم                          | سردار آزمون    | ۰۱:۰۲:۵۲    |
| قسمت چهارم                        | ژاله صامتی     |             |
| قسمت پنجم                         | آرمان گرشاسبی  |             |
| قسمت ششم                          | مهرداد صدیقیان |             |
| قسمت هفتم                         | ستاره پسیانی   |             |
| قسمت هشتم                         | بابک جهانبخش   | ۰۱:۳۱:۰۱    |
| قسمت نهم                          | آزاده صمدی     |             |
| قسمت دهم                          | بابک کریمی     |             |
| قسمت یازدهم                       | ماهور الوند    |             |
| قسمت دوازدهم                      | محمدرضا غفاری  |             |
| قسمت سیزدهم                       | هادی حجازی فر  |             |
| قسمت چهاردهم                      | حسن معجونی     |             |
| قسمت پانزدهم                      | علی زند وکیلی  |             |
| قسمت شانزدهم                      | گلاره عباسی    |             |
| قسمت هفدهم                        | آتیلا پسیانی   |             |
| قسمت هجدهم                        | بهاره افشاری   |             |
| قسمت نوزدهم                       | الناز حبیبی    |             |
| قسمت نوزدهم (به دلیل حذف قسمت ۱۹) | سروش صحت       |             |

## سانسور
با تماشای برنامه کاملاً متوجه فیلمبرداری متفاوت این قسمت و تلاش برای گم کردن مهمان در تصویر با گرفتن نماهای بسیار دور می‌شویم.
در تمام بخش ابتدایی گفتگوی الناز حبیبی با مجری، مخاطب صورت مهمان را واضح نمی‌بیند و در تمام مدت مهمان رو به مجری و پشت به مخاطب است و این روند تا پایان بخش دوم برنامه ادامه دارد.
انتهای برنامه تنها زمانی است که حضور مهمان را به درستی و به صورت واضح در تصویر می‌بینیم که آن هم موقع خداحافظی و تنها چند دقیقه است.
امین تارخ با انتشار متنی در صفحه اینستاگرام خود از این برنامه انتقاد کرد و نوشت: «حداقل اسم مهمان را زیرنویس می‌کردید!
مجری برنامه «پیشگو» هنرمند گرامی پژمان جمشیدی است و میهمان، یک بازیگر… ای کاش حداقل نام میهمان زیرنویس می‌شد.
چرا که چهره ایشان را مطلقاً ندیدیم و چنانچه مجری نامشان را ذکر نمی‌کرد، نمی‌دانستیم با کدام هنرمند روبرو هستیم!
آخر چه لذتی دارد سانسوری که سازندگان برنامه را وادار کند نمای نزدیک از آن مجری و نمای دور از آن میهمان باشد، تنها به دلیل زن بودن؟
خاصه برای بانویی که بسیار بی‌حاشیه است. می‌توان گفت از سیما به صدا رسیدید، فقط!!!»
احسان کرمی در واکنش به سانسور برنامه پیشگو نوشت: "این سانسوری که ⁧‫ساترا‬⁩ (نماینده صداوسیمادر شبکه خانگی) می‌کند شکل کمدی یافته!
‏ زن از نمای اکستریم لانگ شات قد نقطه و مرد در نمای بسته مجلسی نشان داده می‌شوند! ‏به خدا آن پوششی که می‌خواهید در سیاره صداوسیما برای زن جوان امروزی نشان دهید وجود خارجی ندارد! ‏نمی‌خواهید اطرافتان را ببینید؟"
قسمت الناز حبیبی در نهایت حذف شد تا این مجموعه بیست قسمتی نوزده قسمت باقی بماند.